# مارك رينييه
مارك رينييه (بالفرنسية: Marc Renier)‏ ولد بتاريخ 28 مارس 1953 في بلجيكا، هو دراج بلجيكي سابق.

## روابط خارجية
- مارك رينييه على موقع أرشيف الدراجات (الإنجليزية)
- مارك رينييه على موقع إحصائيات الدراجات الإحترافية (الإنجليزية)